# وسلی (آرکانزاس)
وسلی (به انگلیسی: Wesley) یک منطقهٔ مسکونی در ایالات متحده آمریکا است که در شهرستان مدیسون، آرکانزاس واقع شده‌است. وسلی ۳۸۴٫۹۷ متر بالاتر از سطح دریا واقع شده‌است.